# Emre Yavuz (Pianist)
Emre Yavuz (* 1990 in Izmir) ist ein türkischer Pianist.
Schon im Alter von acht Jahren erhielt Yavuz die Zulassung zum Konservatorium der Hacettepe-Universität Ankara. Während seiner Gymnasialzeit bekam er Klavierunterricht bei Fazil Say und Sanem Berkalp an der Bilkent-Universität. Ab 2006 studierte Emre Yavuz bei Karl-Heinz Kämmerling an der Hochschule für Musik und Theater Hannover und bei Roland Batik an der Musik und Kunst Privatuniversität der Stadt Wien. Er trat mit einer Reihe von türkischen Symphonieorchestern auf, darunter dem Borusan Istanbul Philharmonic Orchestra. 2013 spielte er in Tel Aviv unter der Leitung von Zubin Mehta beim jährlichen Galakonzert des Orchesters der Buchmann-Mehta-Musikschule das dritte Klavierkonzert von Beethoven.
Yavuz erhielt eine Reihe internationaler Auszeichnungen, darunter 2016 beim Internationalen Wiener Pianistenwettbewerb den ersten Preis und den Sonderpreis als bester Schubert-Interpret, sowie den dritten Preis beim Schubert-Wettbewerb Dortmund. 2017 gewann er den ersten Preis beim Kissinger Klavierolymp, dem ein Auftritt mit der Kammerphilharmonie Bremen beim Festival Kissinger Sommer 2018 folgte.

## Diskografie
- 2020 erschien seine Debut-CD Rachmaninoff (TYXart) mit der Klaviersonate Nr. 2 op. 36 und 10 Préludes op. 23 von Sergei Rachmaninov.[5]